# Stéphane Bergeron
Pour les articles homonymes, voir Bergeron.
Stéphane Bergeron, né le 28 janvier 1965 à Montréal, est un conseiller et homme politique canadien.
Entrant comme député de la circonscription de Verchères à la Chambre des communes pour le Bloc québécois à la suite des élections fédérales de 1993, il démissionne le 11 septembre 2005 pour concourir à l'Assemblée nationale du Québec. Il est élu de Verchères sous la bannière du Parti québécois, fonction qu'il exerce jusqu'à sa défaite aux élections générales de 2018.
Du 28 septembre 2012 au 23 avril 2014, il est ministre de la Sécurité publique dans le gouvernement de Pauline Marois. Le 23 avril 2014, il est nommé leader parlementaire adjoint de l'opposition officielle avant de devenir, le 11 mai 2016, whip en chef de l'opposition officielle. Le 21 octobre 2019, il effectue un retour à la Chambre des communes en tant que député de Montarville toujours sous la bannière du Bloc québécois.

## Biographie
Stéphane Bergeron détient un baccalauréat et une maîtrise en science politique. De 1984 à 1993, il sert dans les Forces armées canadiennes comme officier du Cadre des instructeurs de cadets. Il est stagiaire parlementaire de la Fondation Jean-Charles-Bonenfant à l'Assemblée nationale du Québec de 1989 à 1990, devenant ensuite attaché politique et conseiller parlementaire du député péquiste François Beaulne. Il est marié à Johanne Dulude avec qui il a une fille, Audrée-Anne.

### Politique fédérale
Il fait partie de la première vague de députés du Bloc québécois à la Chambre des communes du Canada à la suite de l'élection fédérale de 1993. Il représente la circonscription de Verchères de 1993 à 2000, et Verchères—Les Patriotes de 2000 à 2005. Il exerce plusieurs fonctions en tant que député fédéral, dont whip en chef du Bloc québécois de 1997 à 2001 et porte-parole en matière d'affaires intergouvernementales, du Conseil privé, de l'Asie-Pacifique, du commerce international, de l'industrie, de sciences, recherche et développement, d'affaires étrangères, d'affaires parlementaires et d'institutions financières internationales. Il est candidat pour le Bloc québécois dans la circonscription de Montarville lors des élections fédérales de 2019. Il est réélu en 2021. En octobre 2024, il annonce ne pas avoir l'intention de se représenter aux prochaines élections, prévues pour 2025.

### Politique provinciale
En 2005, Stéphane Bergeron démissionne de son siège aux Communes pour se présenter sous la bannière du Parti québécois dans une élection partielle provinciale tenue pour pourvoir le siège rendu vacant par la démission de l'ancien premier ministre Bernard Landry. Le 12 décembre 2005, il remporte l'élection, devenant député de Verchères à l'Assemblée nationale du Québec. Il est réélu en mars 2007 et encore en décembre 2008, mais son parti reste dans l'opposition. On lui confie en premier lieu le dossier de la faune et des parcs, ce qui lui permet de se faire valoir lors de l'affaire de la privatisation du Mont-Orford,, puis en 2007, il est porte-parole dans le domaine de la famille. Par la suite, il est porte-parole pour les transports, critiquant en particulier le gouvernement à propos de la collusion entre entrepreneurs dans les contrats gouvernementaux concernant les routes. Enfin, il devient en août 2010 porte-parole du Parti québécois en matière de sécurité publique, rôle qui l'amène à accuser le gouvernement de Jean Charest de « cautionne(r) l’influence de la mafia dans l’octroi de contrats publics aux entrepreneurs » et à réclamer la création d'une commission d'enquête à ce sujet. Il proteste aussi en vain contre la destruction du Registre canadien des armes à feu par le gouvernement conservateur de Stephen Harper.
Stéphane Bergeron irrite aussi la direction de son parti en participant en octobre 2011 à une activité du parti de gauche Québec solidaire.
Aux élections de 2012, Stéphane Bergeron est encore réélu, mais cette fois le Parti québécois dirigé par Pauline Marois prend le pouvoir et forme un gouvernement minoritaire. En septembre 2012, il est nommé ministre de la Sécurité publique au sein du gouvernement Marois. Il est également nommé ministre responsable de la région de l'Outaouais bien qu'il ne soit pas député de cette région, étant donné que le Parti québécois n'a fait élire aucun député en Outaouais. En tant que ministre, il fait adopter en mai 2013 la loi qui crée le Bureau des enquêtes indépendantes (BEI) pour enquêter sur les incidents impliquant des policiers. Il lance aussi la Commission spéciale d'examen des évènements du printemps 2012 pour faire la lumière sur les événements ayant marqué la grève étudiante québécoise de 2012.
Stéphane Bergeron est réélu dans Verchères lors des élections de 2014, alors que son parti perd le pouvoir. Le 23 avril 2014, il est nommé leader parlementaire adjoint de l'opposition officielle et conserve ce poste jusqu'en mai 2015. En mai 2016, le chef intérimaire Sylvain Gaudreault le nomme whip en chef de l'opposition officielle. Il est remplacé à ce poste par Carole Poirier, lors de l'arrivée du nouveau chef du PQ Jean-François Lisée.
Lors des élections suivantes, en 2018, Stéphane Bergeron est battu par la candidate de la Coalition avenir Québec, Suzanne Dansereau. Peu après, il trouve un emploi dans l'équipe de direction du Cégep de Rimouski.

### Retour en politique fédérale
En juin 2019, Stéphane Bergeron manifeste son intérêt à se présenter au niveau fédéral pour le Bloc québécois, son ancien parti. Il remporte l'investiture sans opposition le 4 septembre, et est élu lors du scrutin du 21 octobre, défaisant le député libéral sortant Michel Picard.
Depuis novembre 2019, il est porte-parole de son parti dans les domaines des affaires étrangères, des affaires intergouvernementales et du rapport d'impôt unique.
Il se représente à l'élection fédérale de septembre 2021 où il augmente sa majorité en voix exprimées et en pourcentage. Lors de la 44e législature, il exerce les fonctions de porte-parole en matière d'affaires étrangères et Développement international. Il porte aussi les dossiers de coopération internationale et des relations sino-canadiennes.

### Distinctions et prix
Il est fait chevalier de l'ordre de La Pléiade le 22 mars 2005.

### Publications
Il a collaboré à plusieurs ouvrages en plus d'être auteur d'articles traitant de la souveraineté du Québec et du parlementarisme, notamment dans la Revue parlementaire canadienne et Options politiques.

## Résultats électoraux
|                                                                                               | Nom                         | Parti            | Nombre de voix | %      | Maj. |
| --------------------------------------------------------------------------------------------- | --------------------------- | ---------------- | -------------- | ------ | ---- |
|                                                                                               | Suzanne Dansereau           | Coalition avenir | 17 073         | 37,5 % | 827  |
|                                                                                               | Stéphane Bergeron (sortant) | Parti québécois  | 16 246         | 35,7 % | -    |
|                                                                                               | Jean-René Péloquin          | Québec solidaire | 6 723          | 14,8 % | -    |
|                                                                                               | Agnieszka Wnorowska         | Libéral          | 4 017          | 8,8 %  | -    |
|                                                                                               | Pierre-Olivier Downey       | Vert             | 701            | 1,5 %  | -    |
|                                                                                               | Vincent Hillel              | NPD Québec       | 403            | 0,9 %  | -    |
|                                                                                               | Lisette Benoit              | Conservateur     | 380            | 0,8 %  | -    |
| Total                                                                                         | Total                       | Total            | 45 543         | 100 %  |      |
| Le taux de participation lors de l'élection était de 77,4 % et 708 bulletins ont été rejetés. |                             |                  |                |        |      |

|                                                                                             | Nom                         | Parti            | Nombre de voix | %      | Maj.  |
| ------------------------------------------------------------------------------------------- | --------------------------- | ---------------- | -------------- | ------ | ----- |
|                                                                                             | Stéphane Bergeron (sortant) | Parti québécois  | 18 467         | 42,6 % | 5 307 |
|                                                                                             | Yves Renaud                 | Coalition avenir | 13 160         | 30,3 % | -     |
|                                                                                             | Simon Rocheleau             | Libéral          | 8 213          | 18,9 % | -     |
|                                                                                             | Céline Jarrousse            | Québec solidaire | 3 074          | 7,1 %  | -     |
|                                                                                             | Mathieu Coulombe            | Option nationale | 450            | 1 %    | -     |
| Total                                                                                       | Total                       | Total            | 43 364         | 100 %  |       |
| Le taux de participation lors de l'élection était de 77 % et 850 bulletins ont été rejetés. |                             |                  |                |        |       |

|                                                                                               | Nom                         | Parti                  | Nombre de voix | %      | Maj.  |
| --------------------------------------------------------------------------------------------- | --------------------------- | ---------------------- | -------------- | ------ | ----- |
|                                                                                               | Stéphane Bergeron (sortant) | Parti québécois        | 22 052         | 47,3 % | 7 370 |
|                                                                                               | Chantal Soucy               | Coalition avenir       | 14 682         | 31,5 % | -     |
|                                                                                               | Maxime St-Onge              | Libéral                | 6 419          | 13,8 % | -     |
|                                                                                               | Marie-Thérèse Toutant       | Québec solidaire       | 1 900          | 4,1 %  | -     |
|                                                                                               | Diane Massicotte            | Option nationale       | 1 035          | 2,2 %  | -     |
|                                                                                               | Steven Terranova            | Indépendant            | 297            | 0,6 %  | -     |
|                                                                                               | Mario Geoffrion             | Coalition constituante | 269            | 0,6 %  | -     |
| Total                                                                                         | Total                       | Total                  | 46 654         | 100 %  |       |
| Le taux de participation lors de l'élection était de 84,1 % et 608 bulletins ont été rejetés. |                             |                        |                |        |       |